# アッジュス
アッジュス（イタリア語: Aggius）は、イタリア共和国サルデーニャ自治州サッサリ県にある、人口約1,500人の基礎自治体（コムーネ）。

## 地理

### 位置・広がり

#### 隣接コムーネ
隣接するコムーネは以下の通り。
- アリエントゥ
- ボルティジャーダス
- テンピオ・パウザーニア
- トリニタ・ダグルトゥ・エ・ヴィニョーラ
- ヴィッダルバ